# Coenosia brevipinula
Coenosia brevipinula este o specie de muște din genul Coenosia, familia Muscidae, descrisă de Xue și Zhu în anul 2008.
Este endemică în Sichuan. Conform Catalogue of Life specia Coenosia brevipinula nu are subspecii cunoscute.